# 长沙地铁3号线
长沙市地铁3号线是长沙地铁运营中的线路之一，标志色为酒绿色，自湘潭北站至广生站，一期工程于2020年6月28日正式通车。2023年6月28日，与3号线贯通运营的长株潭城际西环线开通，线路实质上延伸至湘潭市湘潭北站，2024年6月27日，长沙地铁发布新的运行线路图，长株潭城际轨道交通西环线的各站名义上被纳入3号线范围内，不再使用“西环线”番号。
3号线（含西环线）工程全长53.79公里，其中长沙段46.67公里，湘潭段7.12公里，平均站间距约1.68公里，设车站33座，除坪塘站至船形山站的4座高架站外至全部为地下站。线路由西南至东北，连接湘潭市九华经开区、湘江科学城、坪浦组团、主城区和星马组团。3号线在湘潭市九华经开区设九华停车场，在山塘站西北、南三环的南侧设洋湖垸车辆段，在广生站的东南设置张公塘停车场，与1、2、4、5号线共用已建成的2号线杜花路控制中心。工程穿越了湘潭市雨湖区、长沙市岳麓区、天心区、雨花区、芙蓉区、开福区和长沙县。3号线从湘潭北站出发（与沪昆高铁湘潭北站对接），于红桥站、山塘站与大王山云巴（Y1）换乘，在阜埠河站与4号线换乘，在侯家塘站与1号线换乘，于朝阳村站与6号线换乘，在长沙火车站与2号线换乘并与长沙火车站对接，乘客可在此乘坐普速列车、长株潭城际铁路（S1）、渝厦高铁（通过站内换乘通道到达锦泰广场），于月湖公园北站与5号线换乘，最终到达广生站。原计划于2018年通车，但由于存在多个技术难点而延期。2020年6月28日，长沙地铁3号线和5号线一同试运营。2023年6月28日，与3号线贯通运营的原长株潭西环线开通。
该线路是长沙地铁最长的地铁线路，也是湖南省首条跨市地铁。

## 线路
长沙地铁3号线全长53.79公里，设33座车站，除红桥站（不含）至湘潭北站（不含）的区间外至全部为地下线。线路由西南至东北，连接湘潭市九华经开区、湘江科学城、坪浦组团、主城区和星马组团。一期线路全走地下，长36.4公里，设站25座，同时建设洋湖垸车辆段、张公塘停车场和星沙大道主变电所。原西环线工程建设九华停车场。
长沙地铁3号线一期工程阜埠河站至灵官渡站区间于2018年1月25日成功穿越复杂水下溶洞区，标志着长沙地铁成功攻克3号线一期工程控制性难点。
长沙地铁3号线一期工程SG-6标灵官渡站-侯家塘站盾构区间于2017年贯通，此为中国国内首例长距离重叠下穿既有运营线路施工案例。

## 车站列表
| 湘潭北站                                                  | Xiangtan North Railway Station              | 0     | 0    | 沪昆高铁 湘潭北站    | 湘潭市雨湖区  | 2023年6月28日 | 地下三层岛式站台      | 左侧 |
| 船形山                                                    | Chuanxingshan                               | 2241  | 2241 | 不適用               | 湘潭市雨湖区  | 2023年6月28日 | 高架三层岛式站台      | 左侧 |
| 黄家湾                                                    | Huangjiawan                                 | 3443  | 1202 | 不適用               | 湘潭市雨湖区  | 2023年6月28日 | 高架三层岛式站台      | 左侧 |
| 双湖                                                      | Shuanghu                                    | 8019  | 4576 | 不適用               | 长沙市岳麓区  | 2023年6月28日 | 高架三层侧式站台      | 右侧 |
| 坪塘                                                      | Pingtang                                    | 10520 | 2501 | 不適用               | 长沙市岳麓区  | 2023年6月28日 | 高架三层侧式站台      | 右侧 |
| 红桥                                                      | Hongqiao                                    | 12308 | 1788 | 大王山云巴           | 长沙市岳麓区  | 2023年6月28日 | 地下三层双岛式站台[2] | 右侧 |
| 桐溪                                                      | Tongxi                                      | 14221 | 1913 | 不適用               | 长沙市岳麓区  | 2023年6月28日 | 地下二层岛式站台      | 左侧 |
| 大王山                                                    | Dawangshan                                  | 15950 | 1729 | 不適用               | 长沙市岳麓区  | 2023年6月28日 | 地下二层岛式站台      | 左侧 |
| 山塘[3]                                                   | Shantang                                    | 17290 | 1340 | 大王山云巴           | 长沙市岳麓区  | 2020年6月28日 | 地下二层岛式站台      | 左侧 |
| 洋湖湿地                                                  | Yanghu Wetland                              |       |      | 不適用               | 长沙市岳麓区  | 2020年6月28日 | 地下二层岛式站台      | 左侧 |
| 洋湖新城                                                  | Yanghu ECO. Town                            |       |      | 不適用               | 长沙市岳麓区  | 2020年6月28日 | 地下二层岛式站台      | 左侧 |
| 阳光                                                      | Yangguang                                   |       |      | 不適用               | 长沙市岳麓区  | 2020年6月28日 | 地下二层岛式站台      | 左侧 |
| 中南大学                                                  | Central South University                    |       |      | 不適用               | 长沙市岳麓区  | 2020年6月28日 | 地下二层岛式站台      | 左侧 |
| 阜埠河                                                    | Fubuhe                                      |       |      | 4号线                | 长沙市岳麓区  | 2020年6月28日 | 地下三层岛式站台      | 左侧 |
| 灵官渡（第一师范）                                        | Lingguandu（Hunan First Normal University)  |       |      | 不適用               | 天心区        | 2020年6月28日 | 地下三层岛式站台      | 左侧 |
| 侯家塘                                                    | Houjiatang                                  |       |      | 1号线                | 天心区        | 2020年6月28日 | 地下三层岛式站台      | 左侧 |
| 东塘                                                      | Dongtang                                    |       |      | 7号线（暂未开通）    | 雨花区        | 2020年6月28日 | 地下二层岛式站台      | 左侧 |
| 桂花公园                                                  | Guihua Park                                 |       |      | 不適用               | 雨花区        | 2020年6月28日 | 地下三层岛式站台      | 左侧 |
| 阿弥岭                                                    | Emiling                                     |       |      | 不適用               | 雨花区        | 2020年6月28日 | 地下二层岛式站台      | 左侧 |
| 朝阳村                                                    | Chaoyangcun                                 |       |      | 6号线                | 雨花区 芙蓉区 | 2020年6月28日 | 地下二层岛式站台      | 左侧 |
| 长沙火车站                                                | Railway Station                             |       |      | 2号线 长沙站（国铁） | 芙蓉区        | 2020年6月28日 | 地下三层岛式站台      | 左侧 |
| 烈士公园东                                                | East Martyrs Park                           |       |      | 不適用               | 芙蓉区        | 2020年6月28日 | 地下二层岛式站台      | 左侧 |
| 丝茅冲                                                    | Simaochong                                  |       |      | 不適用               | 开福区        | 2020年6月28日 | 地下二层岛式站台      | 左侧 |
| 四方坪                                                    | Sifangping                                  |       |      | 不適用               | 开福区        | 2020年6月28日 | 地下二层岛式站台      | 左侧 |
| 雅雀湖                                                    | Yaquehu                                     |       |      | 不適用               | 开福区        | 2020年6月28日 | 地下二层岛式站台      | 左侧 |
| 长沙大学                                                  | Changsha University                         |       |      | 不適用               | 开福区        | 2020年6月28日 | 地下二层岛式站台      | 左侧 |
| 月湖公园北（湖南广电）                                    | North Yuehu Park(Hunan Broadcasting System) |       |      | 5号线                | 开福区        | 2020年6月28日 | 地下二层岛式站台      | 左侧 |
| 湘龙                                                      | Xianglong                                   |       |      | 不適用               | 长沙县        | 2020年6月28日 | 地下二层岛式站台      | 左侧 |
| 星沙                                                      | Xingsha                                     |       |      | 不適用               | 长沙县        | 2020年6月28日 | 地下二层岛式站台      | 左侧 |
| 松雅湖（南）                                              | Songya Lake (South)                         |       |      | 不適用               | 长沙县        | 2020年6月28日 | 地下二层岛式站台      | 左侧 |
| 星沙文体中心                                              | Xingsha Culture and Sports Center           |       |      | 不適用               | 长沙县        | 2020年6月28日 | 地下二层岛式站台      | 左侧 |
| 螺丝塘                                                    | Luositang                                   |       |      | 不適用               | 长沙县        | 2020年6月28日 | 地下二层岛式站台      | 左侧 |
| 广生                                                      | Guangsheng                                  |       |      | 不適用               | 长沙县        | 2020年6月28日 | 地下一层岛式站台      | 左侧 |
| 注释                                                      |                                             |       |      |                      |               |               |                       |      |
| 1 斜体标示的车站，尚未启用。 2 斜体标示的换乘，尚未启用。 |                                             |       |      |                      |               |               |                       |      |

红桥站预留远期拆分条件，目前实际为侧式站台。

### 换乘站

#### 已投入使用
- 红桥站：换乘大王山云巴（Y1大王山旅游线），采用出站换乘。
- 山塘站：换乘大王山云巴（Y1大王山旅游线），采用出站换乘。
- 侯家塘站：换乘1號線。1號線建設時已作出預留，為平行轉乘。
- 長沙火車站：轉乘2號線。2號線建設時已作出預留，為T型节点式换乘。
- 阜埠河站：换乘4號線，4號線建設時已作出預留，為T型節點式换乘。
- 月湖公園北站：换乘5號線。兩線同步建設，為T型節點式换乘。
- 朝陽村站：换乘6號線，采用站厅换乘。

#### 即將成爲换乘站的車站
- 东塘站：換乘7號線。建設時有預留換乘條件。

## 车辆
3号线一期采用B型车6辆编组，最高运行时速80km/h，列车设计时速90km/h。列车由中车株洲电力机车制造，采用中车时代VVVF交流传动。